# Meteorini

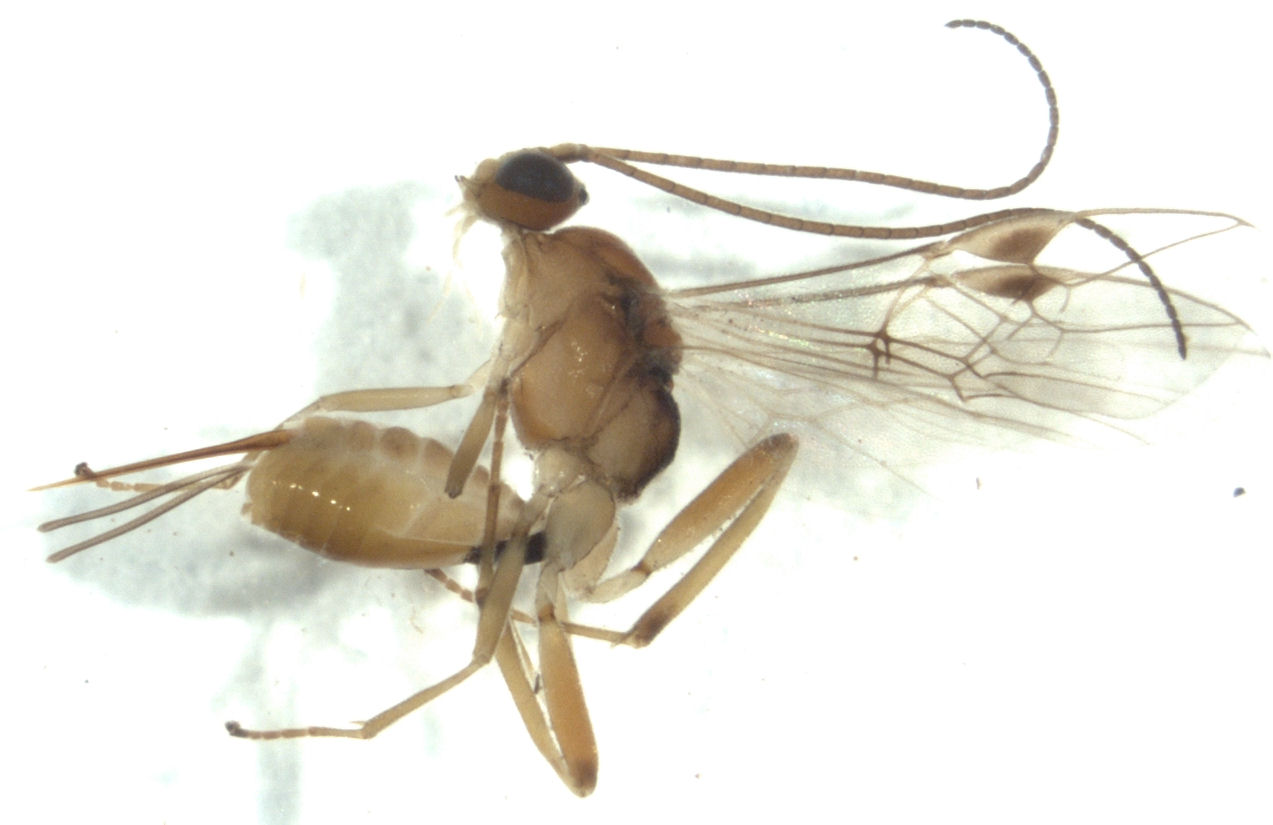
Браконида Meteorus pulchricornis

Meteorini (лат.) — триба перепончатокрылых насекомых подсемейства Euphorinae из семейства браконид. 2 рода.

## Описание
Мелкие наездники-бракониды. Нижнечелюстные щупики 6-члениковые, нижнегубные щупики состоят из 3 сегментов. Первый брюшной тергит стебельчатый. Яйцеклад варьирующей длины, коготки лапок простые или увеличенные. Маргинальная ячейка переднего крыла длиннее стигмы, жилка r различной длины, жилка 2M склеротизированная, жилка (RS + M)b варьирует в длине, жилка m-cu и жилка 2RS варьируют в размере. Эндопаразитоиды гусениц бабочек и личинок жуков.

## Систематика
2 рода. Более 300 видов. Иногда рассматривались в качестве отдельного подсемейства Meteorinae.
- Meteorus Haliday[5][6]
- Zele Curtis, 1832[7][8][9]